# Höfelbach (Körsch)
Der Höfelbach ist ein kleiner Bach in der Stadt Ostfildern. Er entspringt in Ruit auf den Fildern am Samariterstift und fließt von Ruit südwärts nach Scharnhausen, wo er linksseits in die Körsch mündet. Er hat eine Länge von gut zwei Kilometern, ist bis zu einem Meter breit, führt nur im Frühling und Herbst Wasser und verläuft größtenteils unterirdisch.

## Bachlauf
Der Höfelbach entspringt beim Samariterstift einem Brunnen, fließt unterirdisch unter dem Samariterstift hindurch und danach an der Wiese des Geländes der Grünen Mitte (bis ca. 2022 Justinus-Kerner-Schule) entlang. Von dort läuft er wieder unterirdisch unter dem Justinus-Kerner-Weg und kommt nördlich der Ruiter Sporthalle wieder aus der Erde. Dort fließt er an einigen Wohnhäusern sowie dem Weiherhag-Kindergarten und dem Autohaus auf die Fildern östlich von Ruit vorbei. Dann wendet er sich für den größten Teil seines Weges in der Flur südwärts und gräbt sich in ein kleines Tal ein. Am nördlichen Ortseingang von Scharnhausen mündet der Höfelbach von links in die Körsch. Am Sporn im rechten Mündungswinkel liegt der Vulkanschlot Scharnhausen, ein alter Abbau auf deutlich unter einem Hektar Fläche weist darauf hin, dass hier früher Basalttuff abgebaut wurde.